# Oxydia armiaria
Oxydia armiaria là một loài bướm đêm trong họ Geometridae.